# 西经路 (北京)
39°53′05″N 116°23′24″E / 39.8846931°N 116.3899994°E
西经路是位于北京市西城区东南部的一条道路。

## 简介
西经路北起永安路，南至北纬路。1915年，北京的市政当局为整顿香厂一带的大片土地，将大片水沟填平，并且将先农坛内北侧的土地规划建设街道，按照走向以经纬划路定名，西经路由此得名。